# Hochkirchen
Hochkirchen ist ein Ortsteil der Gemeinde Nörvenich im Kreis Düren, Nordrhein-Westfalen. Der ländlich geprägte Ortsteil hat etwa 460 Bewohner.

## Lage
Das Dorf liegt unmittelbar östlich der Bundesstraße 477 und 1 km südlich vom Hauptort Nörvenich. Durch den Ort fließt der Neffelbach.
Hochkirchen grenzt mit seiner Gemarkung im Süden an Eggersheim, in den anderen Himmelsrichtung an Dorweiler, Nörvenich und Irresheim.
Die schon in einem Steinfelder Lagerbuch im Jahre 1477 mit „herwech“, „herweeg“ und „herstraesse“ bezeichnete heutige Bundesstraße 477 ist von den Römern als Militär- und Handelsstraße angelegt worden und diente als Verbindung von Neuss nach Zülpich (Römerstraße Trier–Neuss).
Das steil aufragende Ufer des Neffelbaches westlich des Dorfes hat früher dem Weinbau gedient, der in vielen Gemarkungen am Bachlauf nachweisbar ist.

## Geschichte

### Römer- und Frankenzeit

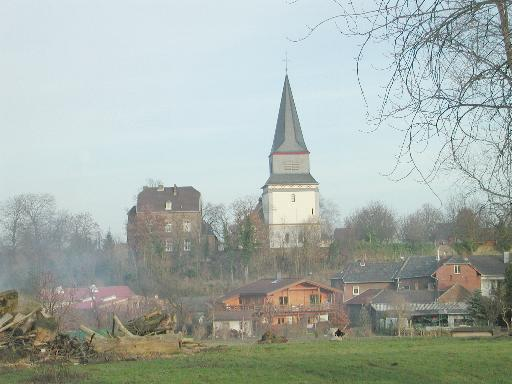
St. Viktor mit Pfarrhaus und Unterdorf

Die Kirche St. Viktor stand schon in den 1890er Jahren im Mittelpunkt archäologischen Interesses. Damals durchgeführte Grabungen, die von dem Historiker August Schoop dokumentiert wurden. und die jüngsten Forschungsergebnisse in den Jahren 1980/81, die auf dem aufgelassenen Kirchhof und unter der mittelalterlichen Dorfkirche stattfanden, belegten eine römische und fränkische Vergangenheit des Ortes.

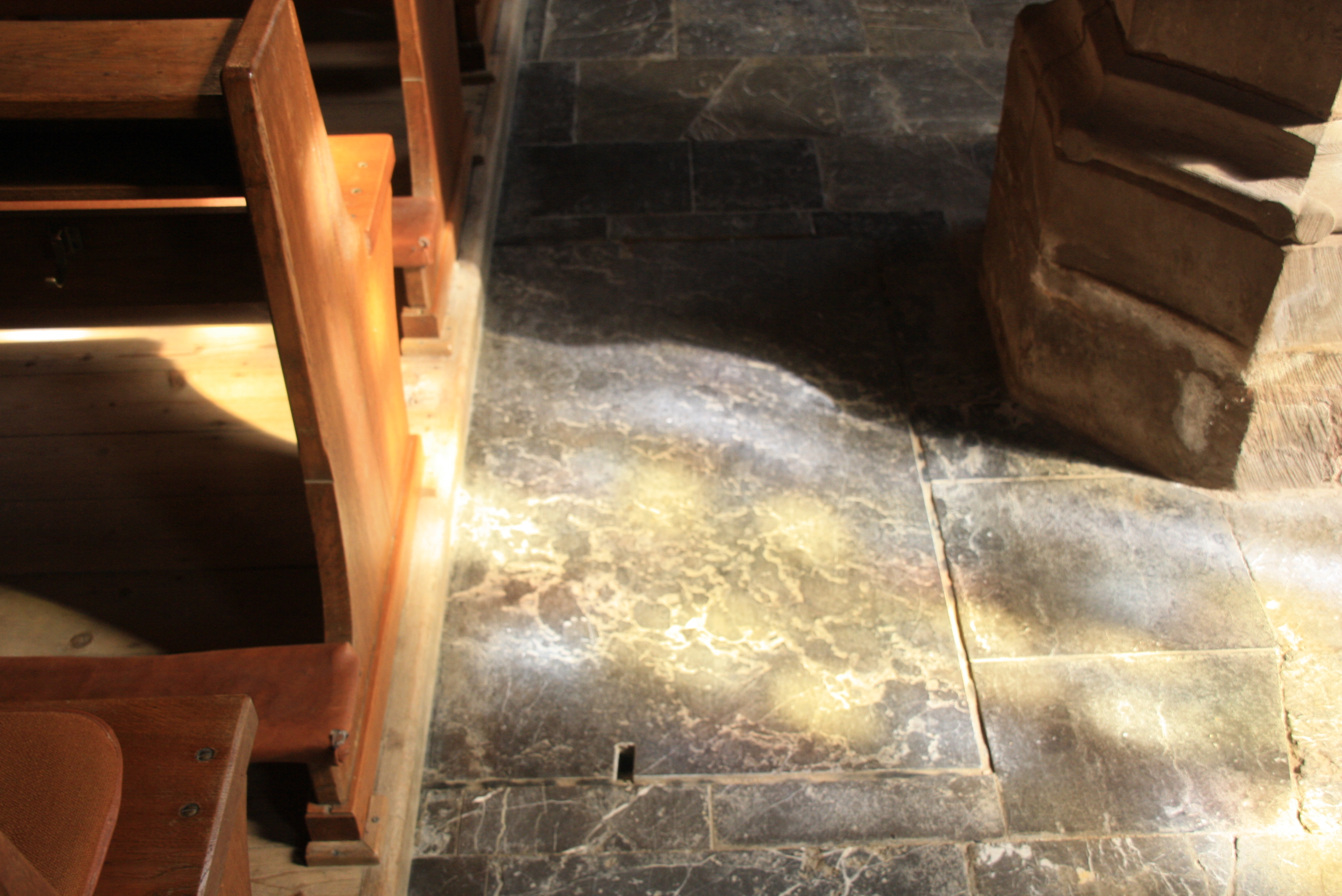
Zugang des Untergrundes durch eine eingelassene Steinplatte

Ziel der Grabung war – mit der Durchführung wurde Wilfried Maria Koch beauftragt – Gewissheit über eine vermutete Siedlungskontinuität an diesem Platz zu erhalten, die mit ihrem Ergebnis die Erwartungen noch übertraf. So konnten nicht nur Mauern aus römischer Zeit freigelegt werden, sondern es ergab sich anhand einer Vielfalt von Artefakten ein Bild, welches auf ein reges Leben auf der Anhöhe über der vorbeiführenden römischen Heerstraße (heute Bundesstraße 477) schließen ließ.
In der Aufzählung der geborgenen Objekte finden sich beispielsweise: Reste eines in eine Säulentrommel geritzten Mühlespiels; Reste weiterer Matronensteine (die schon Schoop in der Südwand der Kirche feststellte); den Torso des höchsten römischen Gottes in Form einer Statuette des Gottes Jupiter auf seinem Thron sitzend (erste Hälfte des 3. Jahrhunderts) und eine enorme Anzahl diverser Keramikbruchstücke.
Bis zu der Besetzung durch französische Truppen im Jahr 1794 hatte Hochkirchen dem Amt Nörvenich im Herzogtum Jülich angehört.

### Mairie Nörvenich
Von 1798 bis 1814 war Hochkirchen eine der Ortschaften, die einer Mairie des Kanton Düren (dt. Düren) im Arrondissement d’Aix-la-Chapelle angehörten. In dieser Zeit änderten sich nicht nur die herrschenden politischen, sondern auch die religiösen und kulturellen Verhältnisse. Politisch war es das Ende der Feudalherrschaft, im Bereich der Religion die Aufhebung oder die Beschlagnahme vieler kirchlicher Einrichtungen – hiervon betroffen waren auch der Besitz und das Kirchenpatronat von St. Viktor der Abtei Steinfeld. Gesellschaftspolitisch profitierten auch die im Ort ansässigen Juden in Hochkirchen, denen Gleichstellung in den Bürgerrechten zugesagt wurde und im Bildungswesen wurde nach dem Schulgesetz von 1802 der Unterhalt einer Primärschule („école primaire“) den Gemeinden übertragen.

## Totenbrett

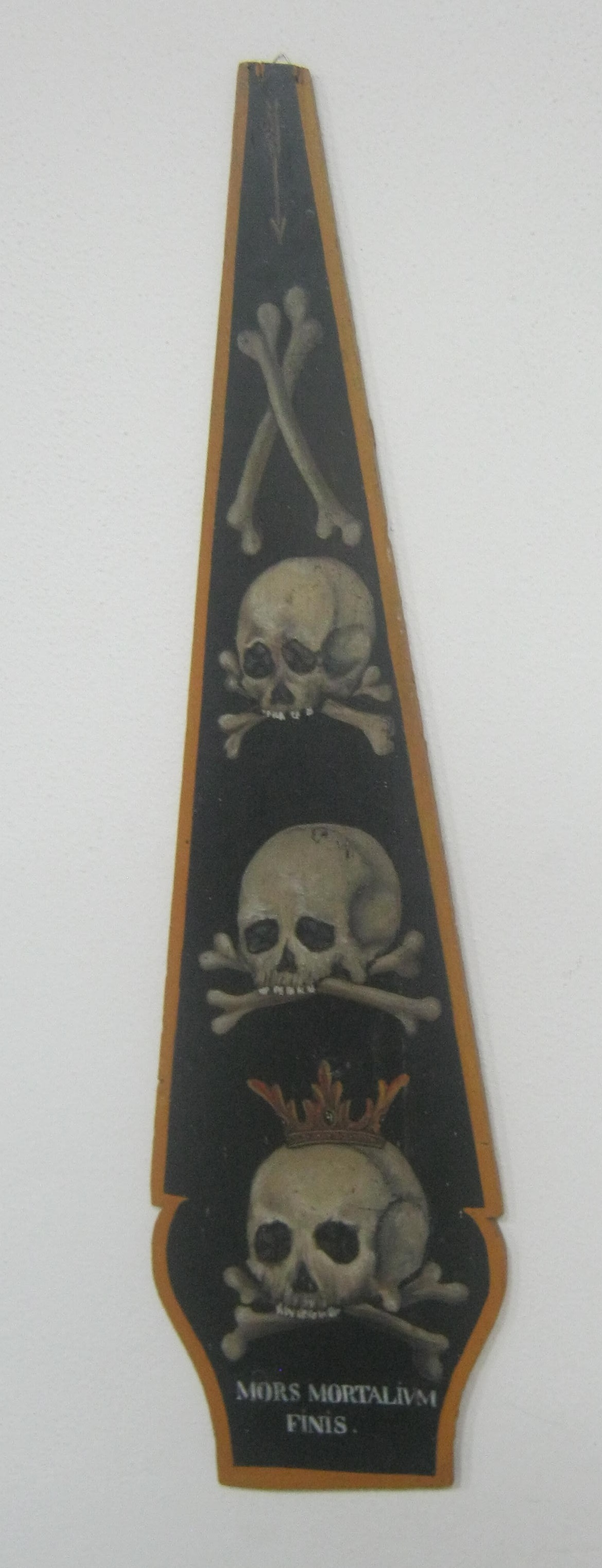
Das Totenbrett aus Hochkirchen

Im Steinfelderhof gibt es nicht nur zwei Totenschilde, die sichtbar mit Erläuterungen im Saal hängen, sondern auch ein Totenbrett, das leider nicht für die Öffentlichkeit zugänglich ist.
Der damalige Pfarrer Klaus Dors fand im Jahr 1980 das Brett auf dem Speicher des angrenzenden Pfarrhauses. Es wird vermutet, dass das Totenbrett noch aus dem 18. Jahrhundert stammt. Bis zum Fund diente es einem ganz profanen Zweck: der Ausbesserung eines Schadens im Speicher. Keiner hatte das historische Stück in der Pfarrgemeinde St. Viktor bisher je gesehen.
Ein Totenbrett wurde früher an einem Haus aufgestellt, in dem jemand gestorben war, und zwar an der Haustür oder am Hoftor. Tote wurden üblicherweise damals zu Hause aufgebahrt – Trauerhallen gab es noch nicht. Am Bestattungstag, wenn der Sarg aus dem Haus getragen war, wurde das Brett wieder an seinen Aufbewahrungsort, meist war es die Kirche, zurückgebracht.
Auf dem etwa 110 cm großen Brett steht in Latein unten „Mors Mortalium Finis“ was übersetzt heißt „Der Tod ist das Ende alles Fleischlichen“.

## Wappen
| Wappen der früheren Gemeinde Hochkirchen | Blasonierung: „In Rot ein gemauerter, sich nach oben verjüngender silberner (weißer) Kirchturm mit goldenem (gelbem) Satteldach und goldenem (gelbem) Turmkreuz; über dem offenen Tor zwei geschlossene aneinanderstoßende schwarze Rundbogenfenster.“ |
| Wappen der früheren Gemeinde Hochkirchen | Wappenbegründung: Das Wappen wurde 1962 vom nordrhein-westfälischen Innenminister verliehen. Es zeigt den stilisierten Turm der Dorfkirche St. Viktor und steht gleichzeitig redend für den Ortsnamen.                                                 |

## Ortsname
Das Wappen zeigt sich auch im Ortsnamen. Der Kölner Erzbischof Anno II. wies vor dem 4. Dezember des Jahres 1075 dem Kloster Siegburg u. a. ein Drittel der Einkünfte von Hochkirchen zu. Das ist die erste gesicherte Erwähnung des Dorfes.
Der Ortsname wandelte sich häufig. Nachgewiesen sind bis zur Festigung des heutigen Namens im Jahre 1870 folgende Schreibweisen:
| - Hoenchirche - Hoinkirchin - Hoynkyrchin - Hoynkirgen - Hoynkyrchen | - Hoynkirken - Hoekirchen - Hoenkirgen - Hokirchen - Hoynkirchen | - Hunkyrchen - Hoenkyrchen - Hoenkerchen - Hoenkirchen - Honkirchen |

Am 1. Januar 1969 wurde Hochkirchen nach Nörvenich eingemeindet.

## Ortsbild

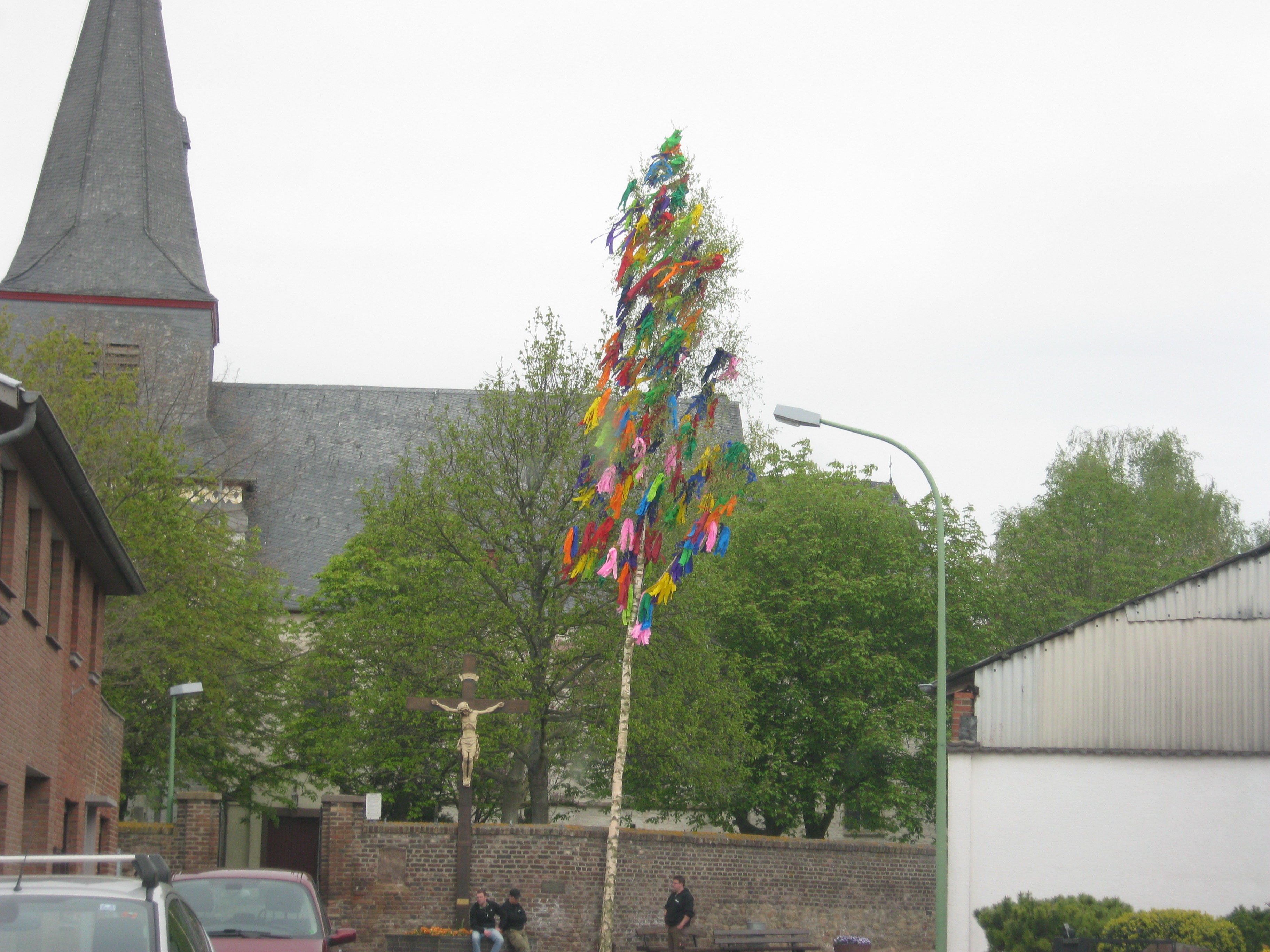
Maibaum 2013

In den 1970er Jahren wurde ein großes Neubaugebiet (Hochkirchen-Nord) erschlossen. Die Erschließung des Neubaugebietes (Schubertweg) östlich des Hardtweges wurde am 14. Dezember 2012 abgeschlossen. Auch der Spielplatz neben dem Sportplatz im Ort besteht seit mehr als 50 Jahren.
Zum Dorf gehören die im Kern romanische katholische Pfarrkirche St. Viktor, der Kirchhof und Friedhof, ein Sportplatz mit Sportheim, ein Schützenheim. Die beiden Tante-Emma-Läden mit Bäckerei sind geschlossen. Eine der beiden Ortsbäckereien, Fa. Schmidt, schloss am 31. Dezember 2012, die Firma Uhlemann am 10. Januar 2018. Die Gaststätte im Ort schloss am 31. Dezember 2009. Alle drei Schließungen erfolgten aus Altersgründen. Nachfolger konnten nicht gefunden werden. Zum 31. März 2020 wurde der Pferdehof „Lukashof“ in der Straße „Am Fußfall“ geschlossen.

## Einwohnerentwicklung des Ortsteiles
| Bevölkerungsentwicklung |               |  |      |               |  |      |               |
| Jahr                    | Einwohnerzahl |  | Jahr | Einwohnerzahl |  | Jahr | Einwohnerzahl |
| 1794                    | 155           |  | 1885 | 340           |  | 1905 | 362           |
| 1925                    | 326           |  | 1945 | 362           |  | 1955 | 346           |
| 1965                    | 368           |  | 1975 | 330           |  | 1985 | 418           |
| 1995                    | 375           |  | 2005 | 400           |  | 2010 | 401           |
| 2015                    | 402           |  |      |               |  |      |               |

## Baudenkmäler
- Fußfall (Hochkirchen)
- Memorienkreuz (Hochkirchen)

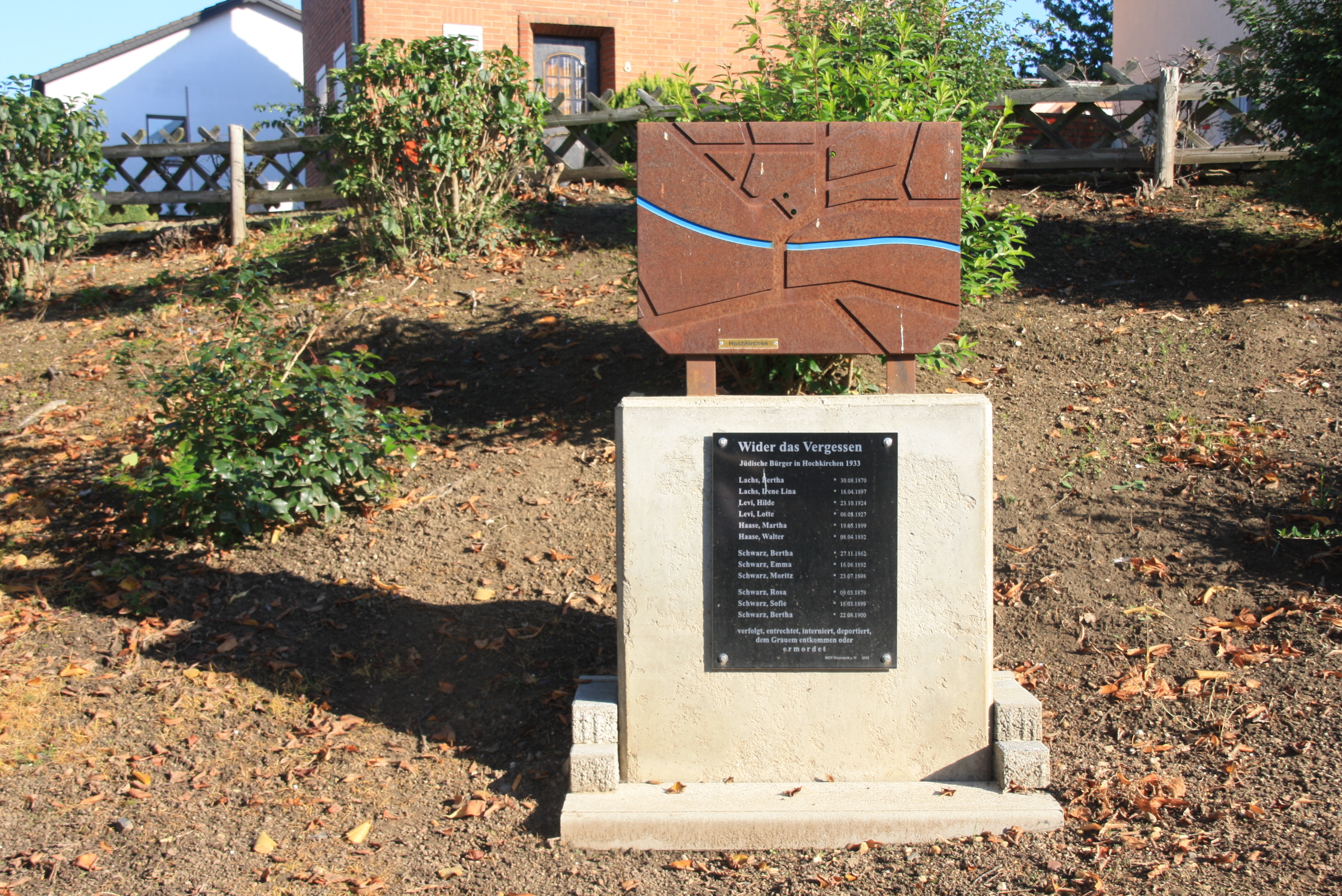
Das Mahnmal

- Wegekreuz am neuen Friedhof (Hochkirchen)
- Rotes Kreuzchen (Hochkirchen)
- St. Viktor (Hochkirchen)
- Steinfelderhof (Hochkirchen)

## Bildung
Das erste Schulgebäude, welches von dem Schulverband Hochkirchen zu Unterrichtszwecken errichtet worden war, stand allen schulpflichtigen Kindern der Orte Hochkirchen, Eggersheim und Irresheim zur Verfügung. Das Grundstück stand exakt an der Stelle, auf welcher sich heute die Vikarie in der Kirchstraße befindet. Im Laufe der Zeit wurde diese erste Schule im Ort – damals noch ein in Fachwerk aufgeführtes Bauwerk – zu klein, sodass die man um Raum zu gewinnen, die Lehrerwohnung auslagerte und hinter der Schule separat aufführte. Als die Errichtung einer größeren, mehrklassigen Schule erforderlich wurde, mietete die Gemeinde vorerst ein großes Zimmer in dem jetzigen Geschäftshaus Samuel Schwarz am Kirchberge. Obwohl dies nur ein Notbehelf sein konnte, dauerte es doch bis zum Jahre 1879/80 ehe die zum Schulneubau erforderlichen Mittel zur Verfügung standen. Der Neubau lag an der damaligen Hauptstraße, heute Ecke Neffeltalstraße/Weidbergstraße. Er verfügte über zwei Säle mit einer nebenan liegenden Lehrerwohnung. Das alte Schulgebäude wurde an die Pfarrgemeinde Hochkirchen abgegeben, welche es zur Vikarswohnung einrichtete. Im Jahre 1886 wurde es ganz abgebrochen, um dem jetzigen Vikariegebäude Platz zu machen.

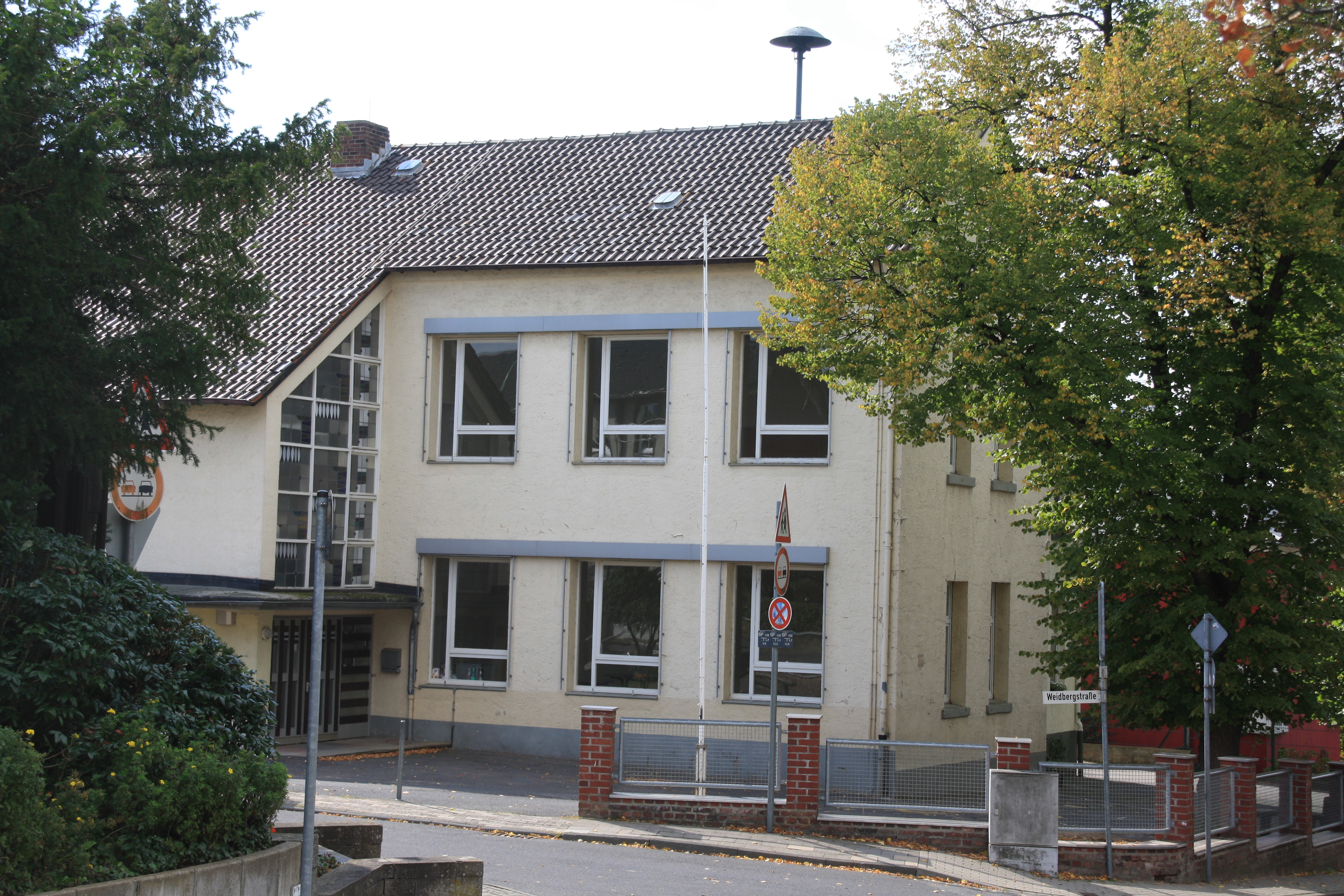
Die ehemalige Schule Hochkirchen 2005

Die Anzahl der Schüler der hiesigen Volksschule betrug im Sommersemester 1912 (Stichtag: 1. Juni) 140 schulpflichtige Kinder. Davon stellten Hochkirchen 68, Eggersheim 39 und Irresheim 33 Kinder.
Im Zweiten Weltkrieg nutzte man die Schulräume als Hauptverbandplatz. 1958/59 wurde das Schulgebäude erweitert und im Jahr 1960/61 sanierte man den alten Teil des Gebäudes grundlegend. In Hochkirchen wurden zuletzt in vier Klassenräumen die Erstklässler der Grundschule Nörvenich unterrichtet. Zum Ende des Schuljahres 2009/10 wurde der Schulbetrieb eingestellt und das Gebäude am 15. Oktober 2010 an einen Privatmann verkauft. Die Hochkirchener Grundschüler werden seitdem in Nörvenich unterrichtet.
Im Folgenden sind lückenlos die Lehrpersonen erfasst, die von der Gründung der Schule im Jahr 1886 bis zum Ende als eigenständige katholische Volksschule zum Ende des Schuljahres 1969 an der Schule tätig waren:
| Name                              | Lehrer von  | Lehrer bis  | Bemerkung                                                 |
| --------------------------------- | ----------- | ----------- | --------------------------------------------------------- |
| Joseph Zilken                     | 1886        | 1891        | Eintritt in den Ruhestand                                 |
| Werner Berdolet                   | 1883        | 1.5.1891    |                                                           |
| August Karhausen                  | 1.4.1891    | 1.6.1895    |                                                           |
| Johann Plum                       | 28.10.1895  | Ostern 1900 |                                                           |
| Max Overbach                      | ?           | ?           | Nur einen Monat im Dienst                                 |
| Peter Krülls                      | Ostern 1900 | 1.9.1904    |                                                           |
| Joseph Rohling                    | 1.9.1904    | 1.5.1907    | Eintritt in den Ruhestand                                 |
| Bernhard Hündgen                  | 1.12.1891   | 1.10.1927   | Eintritt in den Ruhestand                                 |
| Hermann Dauzenberg                | 16.2.1908   | 31.3.1919   |                                                           |
| Elisabeth Dahlhausen              | 1.4.1913    | 1.7.1926    |                                                           |
| Jakob Mengelkoch                  | 1.4.1919    | 1.7.1926    |                                                           |
| Paul Schumacher                   | 1.7.1926    | 21.7.1927   | Verstorben nach Unfall                                    |
| Peter Laumen                      | 1.10.1927   | 1.11.1927   |                                                           |
| Adam Schnabel                     | 1.11.1927   | 1.4.1936    |                                                           |
| Franz Jörres                      | 1.4.1936    | 1.10.1936   |                                                           |
| Ferdinand Tillmann                | 1.8.1927    | 1.10.132    |                                                           |
| Josefine Eschweiler               | 1.10.1932   | 31.3.1933   |                                                           |
| Paula Frintrop                    | 1.4.1933    | 31.3.1964   | Eintritt in den Ruhestand                                 |
| Anton Carls                       | 1.10.1936   | 1.1.1941    | Kriegsdienst ab 1. August 1940 (Vertreter Hubert Erdmann) |
| Ferdinand Schwarz                 | 1.2.1941    | 17.8.1943   | Kriegsdienst ab 17. August 1943                           |
| Rudolf Maibücher                  | 2.10.1945   | 15.4.1949   |                                                           |
| Jisef Jansen                      | 1.9.1949    | 16.4.1957   |                                                           |
| Hubert Hündgen                    | 16.9.1949   | 31.3.1964   | Eintritt in den Ruhestand                                 |
| Heinrich Bausen                   | 1.1.1952    | 31.3.1952   |                                                           |
| Heinz Heesel                      | 1.5.1957    | 1.4.1962    | Später Rektor der Grundschule Nörvenich                   |
| Hildegard Buhr, später vh. Engels | 24.4.1962   | 1.4.1969    |                                                           |
| Rudolf Hillemanns                 | 27.5.1964   | 30.11.1966  |                                                           |
| Silvia Poltermann                 | 1.4.1964    | 31.5.1966   |                                                           |
| Georg Dievenich                   | 1.4.1964    | ? 1969      |                                                           |

## Wirtschaft
Direkt an der B 477 gegenüber der Ortszufahrt steht eine Kornbrennerei, wo aus Getreide hochprozentiger (über 90 %) Alkohol gebrannt wird. Er wird als Grundstoff beispielsweise für Kornbrand an die Industrie verkauft. Daneben steht ein Biogaskraftwerk mit einer Leistung vom 1 MW. Hier wird aus Mais und Gülle Strom erzeugt.
Bis 1960 hatte der Ort einen Haltepunkt an der Bahnstrecke der Dürener Kreisbahn von Distelrath über Nörvenich und Zülpich nach Embken. Der zuletzt elektrisch betriebene Personenverkehr wurde bereits 1960 auf Omnibusse umgestellt.
Seit dem 1. Januar 2000 wird Hochkirchen von Rurtalbus mit den AVV-Linien 208, 228, SB 8 und SB 15 mit Nörvenich, Düren, Zülpich, Froitzheim, Buir und Binsfeld verbunden. Die Linie 208 fährt seit dem 13. Juni 2021 an Werktagen mehrmals durch die Ortslage. Mit dem Fahrplanwechsel am 15. Dezember 2024 wurde die Linie SB 8 eingekürzt und bedient seitdem den Abschnitt Nörvenich – Hochkirchen – Zülpich nicht mehr.
| Linie | Verlauf |
| ----- | --- |
| 208   | Düren Kaiserplatz – Distelrath – (Merzenich Rathaus –) Schöne Aussicht – Girbelsrath – Eschweiler über Feld – Nörvenich Alter Bf – Nörvenich Hommelsh. Weg – Hochkirchen – (Irresheim –) Eggersheim – Lüxheim – Gladbach – Müddersheim – Disternich – Sievernich – Bessenich – Zülpich Frankengraben – Adenauerpl./Schulzentr. |
| 228   | Binsfeld – Rommelsheim – Frauwüllesheim – Irresheim – Hochkirchen – Nörvenich Alter Bf |
| SB15  | Schnellbus: Froitzheim – Vettweiß – Gladbach – Lüxheim – Eggersheim – Hochkirchen – Nörvenich Hommelsh. Weg – Nörvenich Alter Bf – Eschweiler über Feld – Golzheim – Buir |